# Логовський Владислав Олегович
Владислав Олегович Логовський (нар. 7 квітня 1996, смт Вільшанка, Кіровоградська область, Україна) — український футболіст, воротар новокаховської «Енергії».

## Життєпис
Футбольну кар'єру розпочав 2016 року в складі аматорського клубу «Інгулець-3». Разом з петрівчанами виступав в аматорському чемпіонаті України. Сезон 2017/18 років розпочав у складі іншого учасника аматорського чемпіонату України МФК «Первомайськ», проте в команді не зіграв жодного матчу. Володар Суперкубка Миколаївської області (2017). Під час зимової перерви сезону 2017/18 років перебрався в «Таврію». У професіональному футболі дебютував 2 червня 2018 року в переможному (9:0) домашньому поєдинку 33-о туру групи Б Другої ліги чемпіонату України проти запорізького «Металург». Владислав вийшов на поле на 64-й хвилині, замінивши Романа Гуріна. Цей матч виявився єдиним для Логовського у футболці сімферопольського клубу. У липні 2018 року залишив розташування «Таврії».
На початку вересня 2018 року підписав контракт з «Енергією», в новому клубі отримав футболку з 12-м ігровим номером. У футболці новокаховського клубу дебютував 22 вересня 2018 року в програному (0:2) виїзному поєдинку 10-о туру групи Б Другої ліги проти кременчуцького «Кременя». Владислав вийшов на поле в стартовому складі та відіграв увесь матч.